# Bobbelage

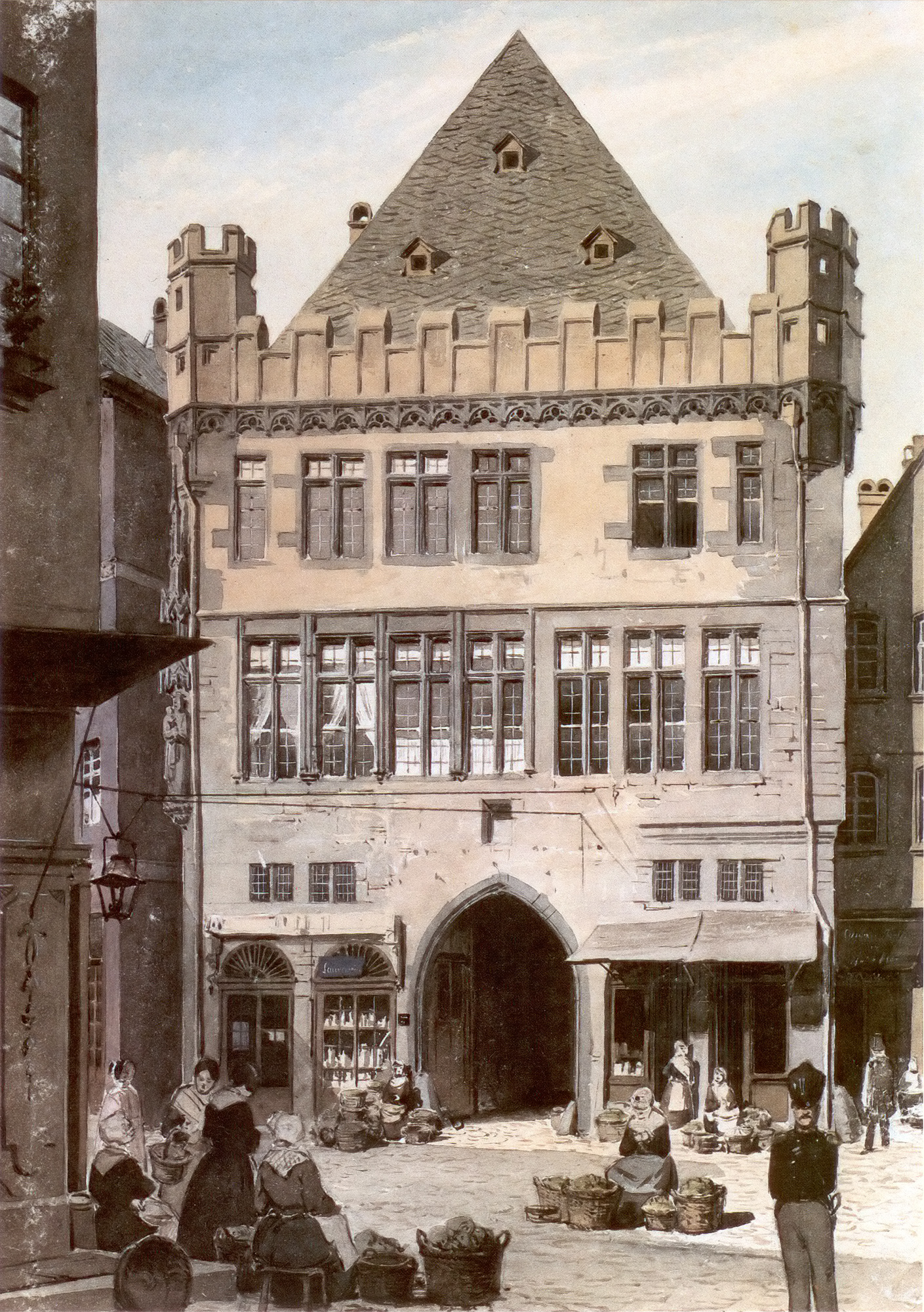
Steinernes Haus mit Verkaufsräumen im Erdgeschoss, darüber die Bobbelage

Bobbelage (frankfurterisch Bowwelasch) ist in Frankfurt am Main die Bezeichnung für ein niedriges Zwischengeschoss. Solche Zwischengeschosse waren vor allem bei den Kaufmannshäusern in der Frankfurter Altstadt üblich. Während sich im Erdgeschoss die Kontore und Verkaufsräume befanden, in denen insbesondere während der Messezeiten die Waren ausgestellt wurden, diente die Bobbelage als Lagerraum.
In den über der Bobbelage liegenden Obergeschossen (meist zwei, darüber noch bis zu drei Giebelgeschosse) lagen die Wohnräume der Familien.
Die meisten Häuser der Frankfurter Altstadt waren Fachwerkhäuser. Eines der berühmtesten unter ihnen war das im Zweiten Weltkrieg bei den Luftangriffen auf Frankfurt am Main zerstörte und 2013 bis 2018 rekonstruierte Haus zur Goldenen Waage, das ebenfalls eine Bobbelage besaß. Auch das bekannteste steinerne Patrizierhaus, das Steinerne Haus von 1464, verfügte über ein solches Zwischengeschoss.

## Etymologie
Die Etymologie des Wortes ist nicht restlos geklärt, vermutlich ist es aber ein über die Jahrhunderte verschliffener Begriff aus dem Jiddischen, das alten Hausrat und Gerümpel – der neben Handelswaren bevorzugt in der Bobbelage untergebracht wurde – als Bawel bzw. Bowel bezeichnet. Dies leuchtet insofern ein, als Frankfurt bis zu den Pogromen des Dritten Reichs traditionell immer eine große jüdische Gemeinde hatte.